# Řetězová lávka v Děčíně
Řetězová lávka nebo též řetězový most, je romantická stavba z první poloviny 19. století, která se nachází  v Děčíně na jižním okraji rozlehlého areálu místního zámku poblíž soutoku Labe a Ploučnice. Most je jedním ze samostatně evidovaných objektů v rámci památkově chráněného areálu děčínského zámku. V Ústředním seznamu kulturních památek ČR je zapsaný od roku 1966. Děčínská lávka je jedinou zavěšenou mostní konstrukcí na území České republiky, která se dochovala na svém původním místě.

## Historie
V době, kdy děčínské panství spravoval hrabě František Antonín I. z Thun-Hohensteinu (1786–1873), docházelo postupně k rozsáhlému zvelebování zámeckého areálu. Na počátku 19. století František Antonín Thun v prostoru jižních zahrad, kde kdysi byly vinice a později okrasná barokní zahrada, nechal vybudovat pět teras, na kterých bylo posléze umístěno celkem osmnáct vytápěných skleníků. Ve skále pod zámkem poblíž břehu Labe byl v letech 1808–1810 proražen tunel, který sloužil jako průchod mezi jižními zahradami a severním parkem. Z průchodu vedlo kryté schodiště vzhůru do zámku.
Na přelomu dvacátých a třicátých 19. století byl zámecký park rozšířen dále na jih na území Mariánské louky (německy Frauenwiese), pojmenované podle kostela Panny Marie, který zde stával uprostřed středověkého městečka. Tato osada, dokumentovaná četnými archeologickými nálezy, zde údajně existovala až do 16. století.
Za účelem propojení staré severní a západní části zámeckého parku s novými jižními partiemi byl v letech 1829–1831 přes náhon zámeckého mlýna postaven řetězový most. Náhon, který je vedlejším ramenem Ploučnice, vede ze Zámeckého rybníka a poté ve vzdálenosti zhruba 45 metrů od lávky ústí do Labe. Mlýn na obilí stával pod Zámeckým rybníkem již v první polovině 15. století. V roce 1878 byl tento vodní mlýn přestavěn na mlýn strojní, avšak již o sedm let později byl roku 1885 přebudován na továrnu na dřevovinu, papír a lepenku. Strojní zařízení bylo poháněno vodními turbínami. Z někdejšího děčínského Zámeckého mlýna se do 21. století dochoval jen malý pozůstatek původních budov.
Další velký řetězový most – tentokrát přes řeku Labe – byl v Děčíně vybudován až v letech 1853–1855, tedy téměř o čtvrt století později než mostek pod zámkem. Tato nová impozantní stavba, tvořící první pevnou dopravní spojnici mezi Děčínem a tehdy samostatnými Podmokly, byla pojmenována po manželce rakouského císaře Františka Josefa I. jako Most císařovny Alžběty. Most se stal připomínkou setkání panovníků tří středoevropských zemí – Rakouska, Pruska a Saska, které se uskutečnilo na děčínském zámku v červnu roku 1854. Velký řetězový most přes Labe, zkonstruovaný převážně ze dřeva, byl jako nevyhovující zbořen ve 30. letech 20. století, a poté jej nahradil nynější Tyršův most.
Ve 20. století bylo uprostřed Mariánské louky otevřené koupaliště. Jeho areál však byl zcela zdevastován velkou povodní v roce 2002, a poté již koupaliště nebylo obnoveno. Mariánská louka, spojená se severní částí parku řetězovou lávkou, se tak v 21. století vrací k někdejší podobě anglického parku z 19. století. Historická řetězová lávka je stejně jako zámek a přilehlé pozemky v majetku města Děčína.

## Popis
Most přes náhon v parku je dlouhý přibližně 30 metrů a je 2 metry široký. Nachází se ve výšce zhruba 7 metrů nad vodotečí, kterou překlenuje. Dominantou mostu je více než 12 metrů vysoký portál z pískovcových kvádrů s postranními pilíři a bránou, který stojí na levém břehu náhonu. Mostovka sestává z deseti ondřejských křížů vložených mezi dvěma podélnými nosníky. Povrch mostovky tvoří hoblovaná prkna a je zavěšená na šesti svislicích na každé straně. Zábradlí je kovové, natřené šedou barvou. Konstrukci mostu drží řetězy s články dlouhými 60 centimetrů. Na severní straně jsou řetězy ukotveny ve skále, na opačném konci mostu jsou vedeny přes kamenný portál a upevněny do země.

## Zajímavost v okolí
Ve vzdálenosti zhruba 50 metrů od mostu se na západní čelní straně hradní skály, obrácené směrem k Labi, nachází historický vodočet, považovaný za nejstarší záznam o stavu hladiny řeky a o povodních ve střední Evropě.

## Galerie

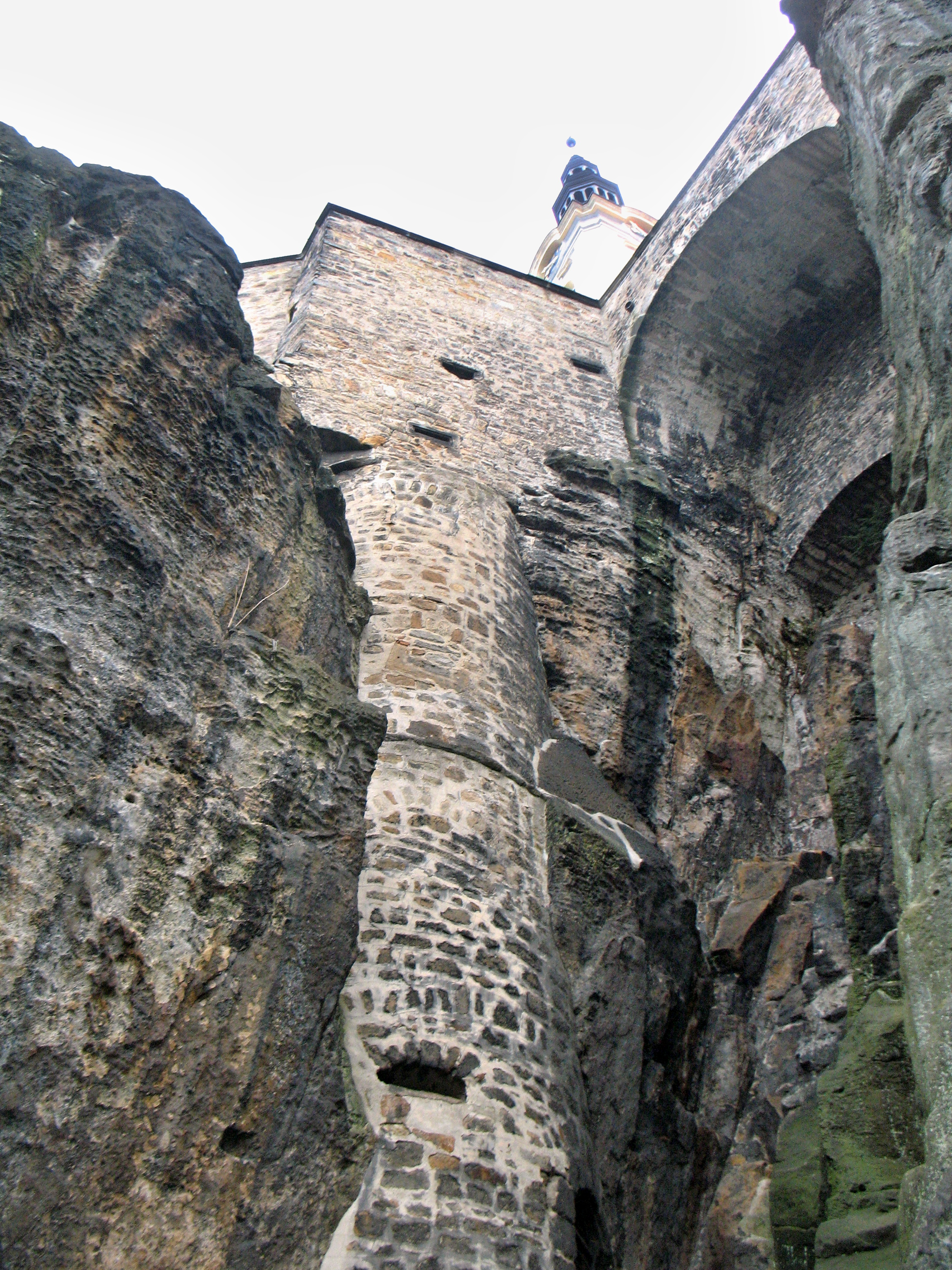
Romantická úprava hradní skály poblíž mostu
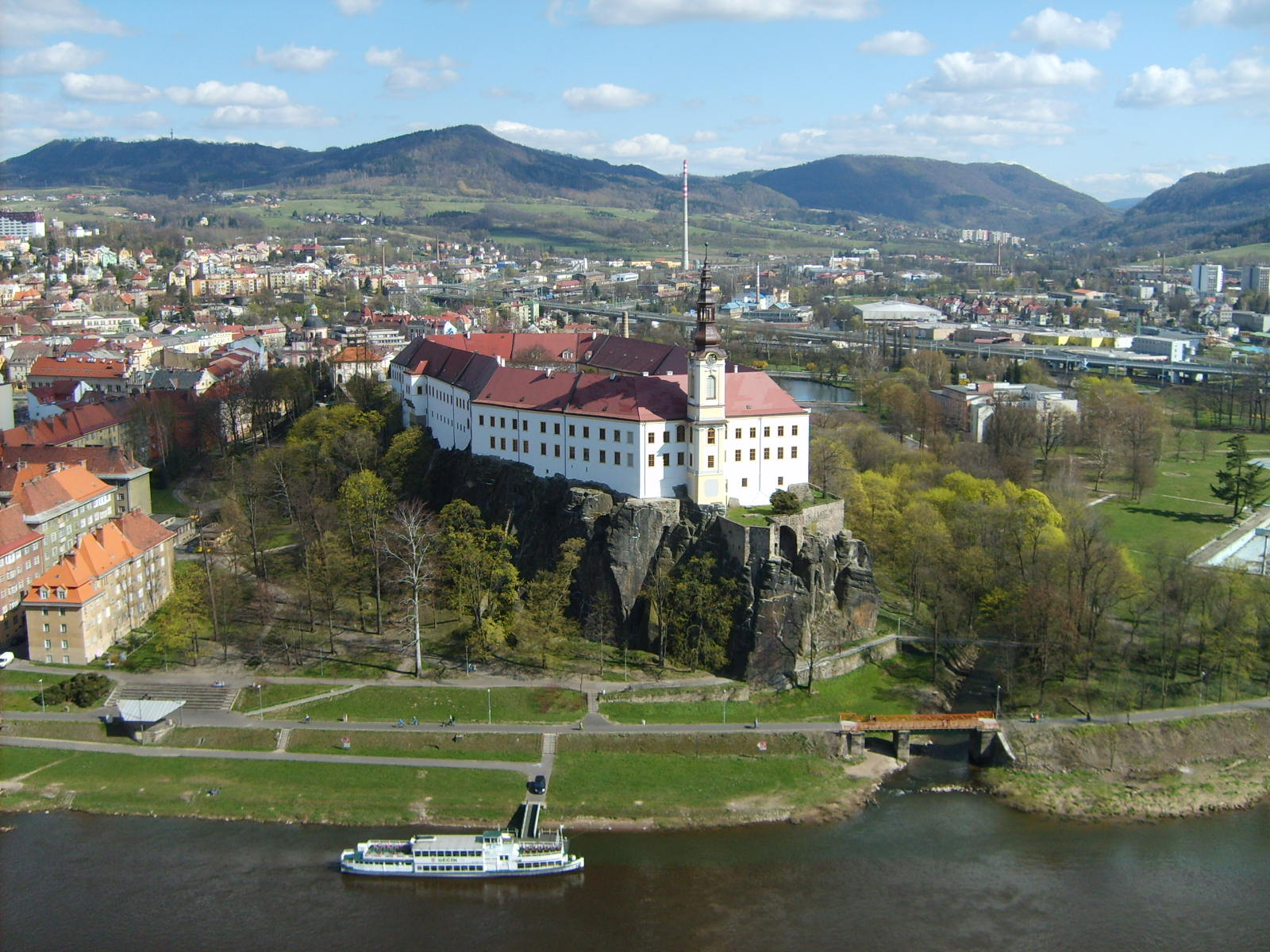
Pohled na zámek a na obě lávky přes mlýnský náhon
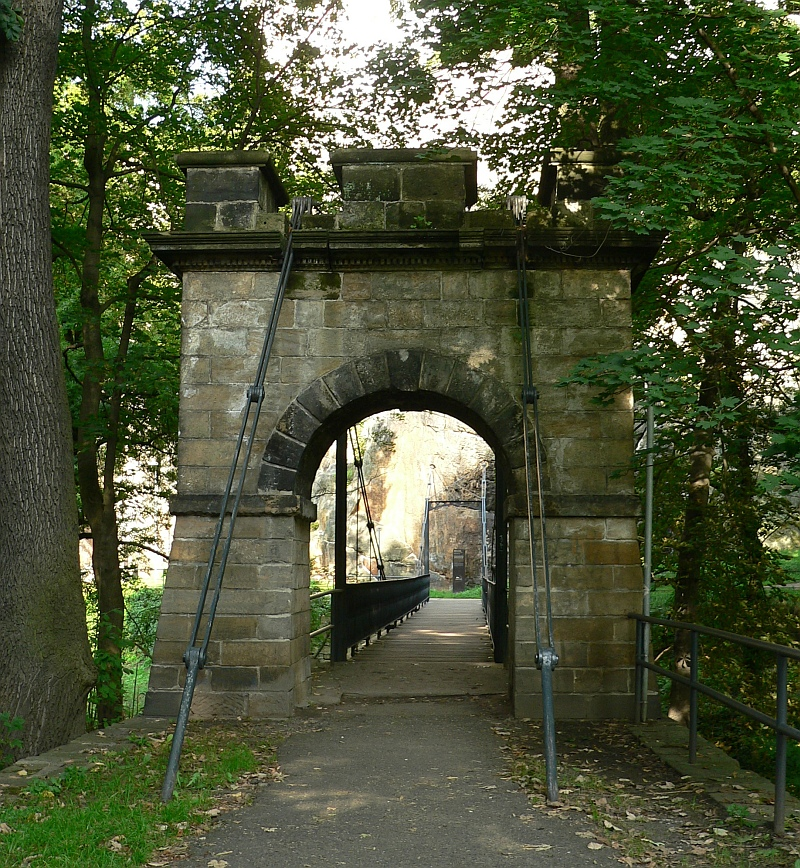
Ukotvení řetězů na jižní straně mostu
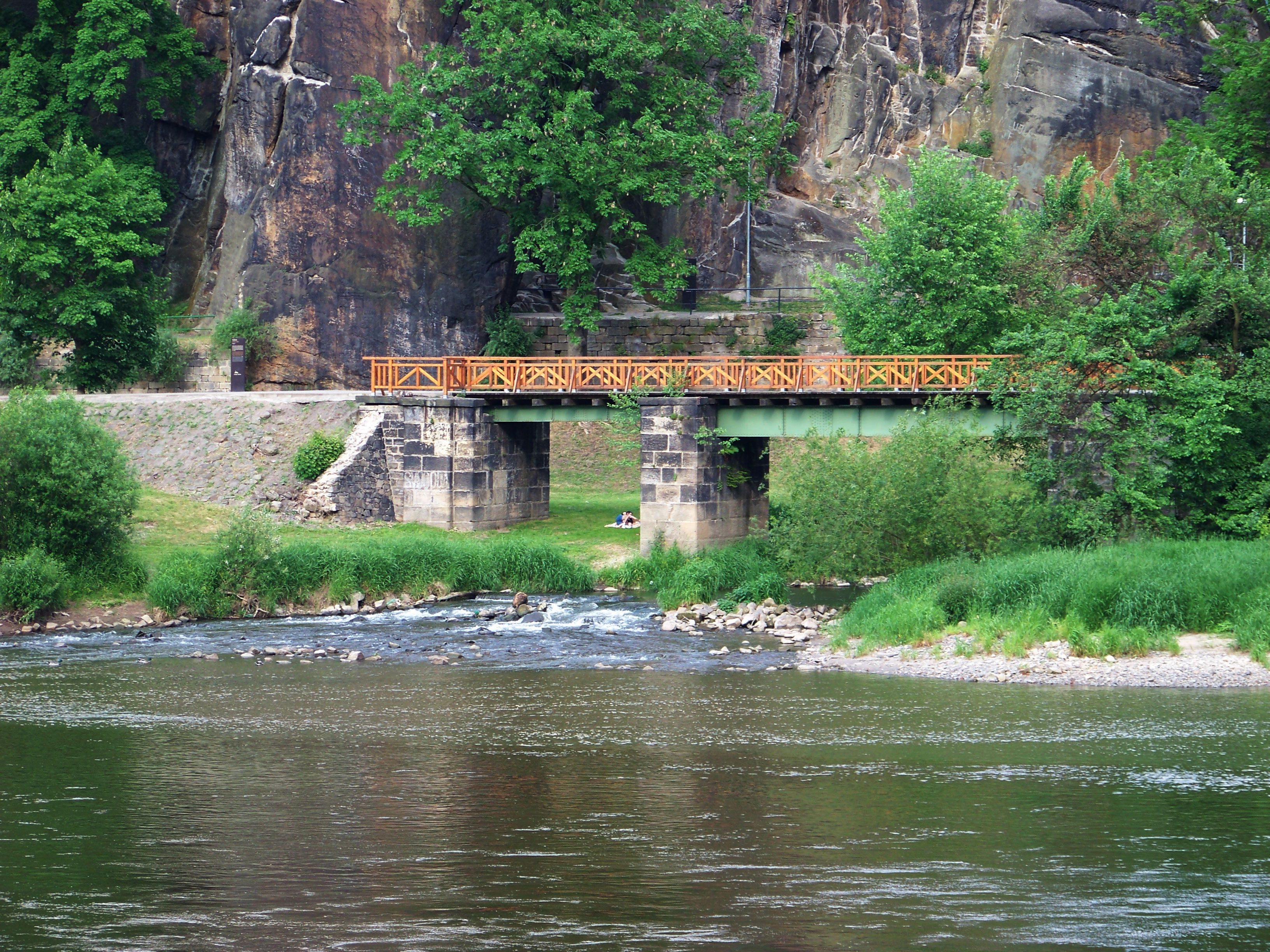
Lávka Labské cyklostezky přes ústí náhonu do Labe
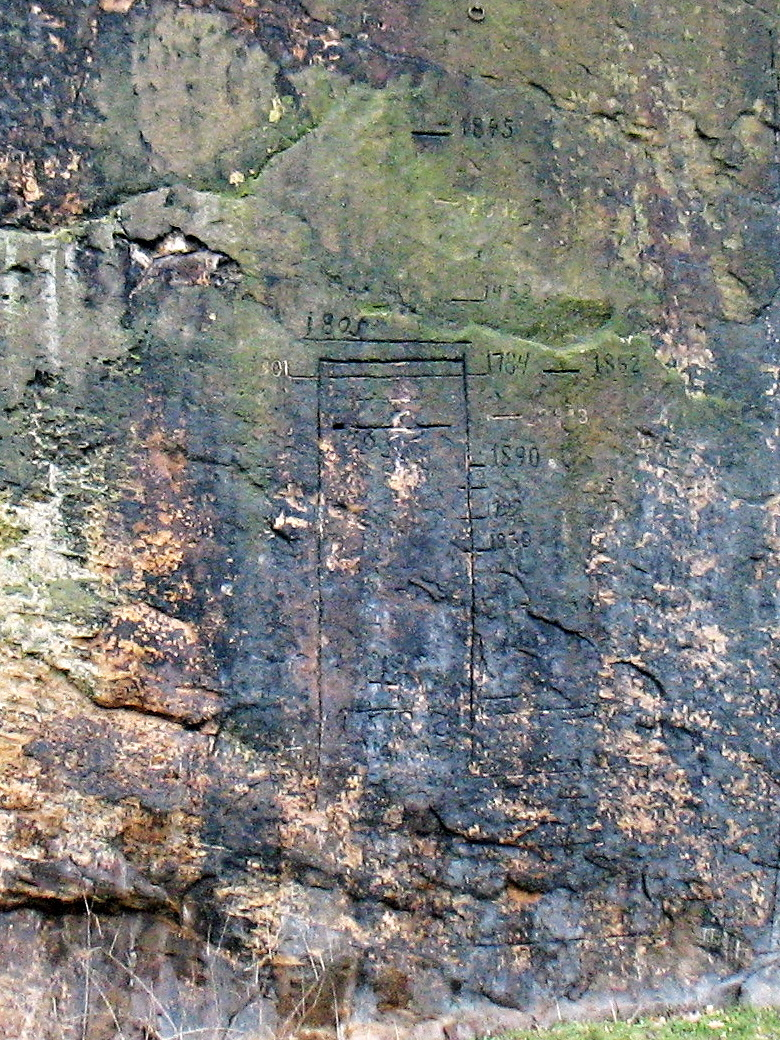
Historický vodočet se záznamy o povodních